# Социални демократи
Социални демократи (на словенски: Socialni demokrati) е лявоцентристка социалдемократическа политическа партия в Словения.
Тя е основана през 1937 година като Комунистическа партия на Словения, подразделение на Югославската комунистическа партия, и от 1945 до 1989 година оглавява тоталитарния комунистически режим. През 1990 година се преименува на Партия на демократичните промени, а през 1993 година приема сегашното си име. През 1992 – 1996 и 2000 – 2004 година партията участва в коалиционните правителства на Янез Дърновшек. През 2008 година Социални демократи печели най-голям брой места в парламента и нейният лидер Борут Пахор оглавява коалиция с три по-малки партии.
На предсрочните избори през 2011 година партията претърпява тежко поражение, като остава на трето място с 10% от гласовете и 10 места в Държавното събрание. През 2012 година Пахор се кандидатира за президент и, заемайки центристки позиции, е избран на поста с 67% от гласовете, побеждавайки действащия президент Данило Тюрк.